# Anna El-Tour
Anna El-Tour, pseudoniem van Anna Samoilovna Isakovitsj (Odessa, 4 juni 1886 - Amsterdam, 30 mei 1954) was een Russische (mezzo-)sopraan die zich in 1948 in Nederland vestigde.
Ze was dochter van Rakhil Semyonovna Isakovitisj en Samuel Isakovitsj. Haar ouders baatten een kuuroord in Odessa uit. Zelf was ze enige tijd getrouwd met George Kalantarov (1875-1942).
Ze was al vroeg met muziek bezig. Eerst had ze van haar zesde pianoles, even later (ze was tien haar) kwam haar eerste podiumervaring. Ze kreeg daarvan een aanvullende opleiding in Sint-Petersburg in zang en piano van Annette Essipova en op advies van Aleksandr Glazoenov in Leipzig. Na haar debuut in Londen onder Arthur Nikisch trok ze heel Europa en een deel van Azië door om concerten te geven. Ze stond te boek als concertzangeres en zou volgens de Algemene muziek encyclopedie slechts eenmaal in een opera’s zingen en dan nog wel in Zwitserland (opera van Sankt Gallen). Ze constateerde achteraf dat het best vreemd was, afkomstig uit operastad Odessa, wonende in het ongunstige klimaat voor opera in Nederland. Ze zou een repertoire hebben gehad van meer dan duizend liederen, die ze het liefst in de oorspronkelijke taal zong.
Ze gaf les aan diverse conservatoria, waaronder het Conservatorium van Moskou (1916-1920). Ze ontvluchtte Rusland na de Russische Revolutie via een reis van Moskou naar Vladivostok en Sjanghai. Na een tournee door het Verre Oosten, waaronder Nederlands-Indië, kwam ze in West-Europa terecht. Ze gaf vervolgens les in Berlijn (1922-1925), Parijs (1926-1948) en het conservatorium van Amsterdam (1948-1954). Een van haar leerlingen - Jannie Davidson - ontleende haar pseudoniem waarschijnlijk aan haar leermeester, een omgekeerde achternaam leverde Jennie Tourel op. Een Nederlandse leerling was Henriëtte Sala. 
Ze was in de jaren dertig regelmatig te bewonderen in het Kurhaus in Scheveningen, waar ze wel zong met het Residentie Orkest onder leiding van Peter van Anrooy. Ook zong ze wel in Diligentia. Haar laatste jaren beperkte ze zich tot lesgeven, haar laatste concerten vonden plaats tijdens een maandenlange tournee door Israël (1950).
Haar stem is bewaard gebleven door een beperkt aantal opnamen.
El-Tour leefde in Amsterdam aan de Beethovenstraat, Rubensstraat en op het "woonschip Liberta" aan de Stadhouderskade. Ze overleed na enkele weken ziekte in het Binnengasthuis. De rouwadvertentie was opgesteld door haar leerlingen. Ze werd begraven op Westerveld.
Haar persoonskaart en verklaring van overlijden meldden als geboortedatum 4 juni 1890, 63 jaar en ouders Simon El-Tour en Rachel Mangoubi. 